# Аргириос Захос
Аргириос Захос (на гръцки: Αργύριος Ζάχος) е гръцки офицер и революционер, деец на Гръцката въоръжена пропаганда в Македония от началото на XX век.

## Биография
Аргириос Захос е роден във Велес или Сятища и е от влашки произход. Присъединява се към гръцката пропаганда и става близък сътрудник на Йон Драгумис. Захос е един от основателите на гръцкия таен комитет за отбрана в Солун. През пролетта на 1903 г. влиза в първия комитет на Македонската Филики етерия заедно с Филипос Капетанопулос и Теодорос Модис. Целта на организация е да се убеди правителството на Георгиос Теотокос да засили подпомагането на въоръжената защита на гърците от Македония. Организира масова гръцка демонстрация на 20 януари 1904 година. В 1906 година след пристигането на Атанасиос Сулиотис сътрудничи с него. За заслугите си е носител на гръцкия сребърен „Орден на Спасителя“
Синът на брат му Атанасиос Аристотелис Захос е виден гръцки архитект.